# Peter Katz (musicien)
Pour les articles homonymes, voir Katz.
 (octobre 2020).
Peter Katz, né le 26 décembre 1981 à Montréal, est un auteur-compositeur-interprète canadien.
Katz a été nommé aux prix Juno 2012 et nommé Artiste émergent de l'année aux Canadian Folk Music Awards. Katz a vendu plus de 15 000 exemplaires de ses disques et s'est produit avec des artistes notables tels que The Swell Season (The Frames), Dan Mangan, The Good Lovelies, Joel Plaskett, Bahamas, Royal Wood, Lucky Fonz III, Donovan Frankenreiter, Jordan Raycroft et Garth Hudson de The Band, membres du groupe de Levon Helm (sur scène avec Glen Hansard's band).
Le disque studio de Katz en 2010, First of the Last to Know, a fait ses débuts au numéro 1 des palmarès des auteurs-compositeurs-interprètes d'iTunes et présente une apparition du lauréat d'un Oscar Glen Hansard (The Swell Season, Once), lauréats des prix Juno The Good Lovelies et Melissa McClelland (Whitehorse, Sarah Mclachlan). En 2011, Katz a sorti un live CD / DVD intitulé Peter Katz and Friends: Live at the Music Galerie. Cela lui a valu une nomination Juno pour le DVD de musique de l'année.
Katz a sorti un album studio intitulé «Still Mind Still» le 24 avril 2012. Cette nouvelle collection de chansons a été enregistrée principalement en direct sur le sol dans une cabane dans les bois.

## Prix et nominations

### Récompenses
- Meilleur chanteur masculin 2014, Readers 'Choice Awards (Now Magazine Toronto)[4]

### Nominations
- Prix Juno (41e Prix Juno annuels) DVD de musique de l'année pour «Peter Katz & Friends: Live at The Music Gallery»
- Prix de musique folk canadienne Prix de l'artiste émergent de l'année

## Discographie

### Studio
- L'homme d'une minute mille (2004)
- Split (2005)
- More Nights (2007) * Présenté comme Peter Katz & The Curious *
- Premier des derniers à savoir (2010)
- Still Mind Still (2012)
- Nous sommes le jugement (2015)
- La somme de tous nos efforts (2017)

### En direct
- Peter Katz & Friends: Live at The Music Gallery CD/DVD (2011)

### Célibataires
- The Camp Song (2008)[5]

Remarque: Le chanteur Peter Katz a composé les paroles et la musique de "The Camp Song"; cette chanson fait partie du répertoire de chansons de plusieurs camps d'été au Canada. Cette chanson a été composée en 2008 pour le congrès International Camping Fellowship qui a eu lieu au Québec.

### Films
- Peter Katz & Friends: Live at The Music Gallery CD/DVD (2011)